# Hermann Lüders (Münzmeister)
Hermann Lüders (geboren 1630 in Bremen; gestorben 1692 in Hamburg) war ein deutscher Goldschmied und Münzmeister. Sein Münzmeisterzeichen setzte sich aus seinen Initialen H. L. zusammen.
Als Münzmeister war er 1670 bis 1673 in Bremen beschäftigt, von 1675 bis 1692 in Hamburg. Seine ihm von dem Kunsthistoriker Marc Rosenberg zugeschriebene, ligierte Marke HL ist auf mehreren Hamburger Goldschmiedearbeiten zu finden.

## Archivalien
Archivalien von und über Hermann Lüders finden sich beispielsweise
- im Staatsarchiv Hamburg aus den Akten im Reichskammergericht unter dem Titel „Kläger: Isaac und Abraham Musaphia als Erben des Jakob Musaphia, jüdischer Kaufmann in Hamburg (Kläger).- Beklagter: Christoph und Ernst Gottlieb Müller, Besitzer deiner Kupfermühle in Wohldorf (Beklagte).- Streitgegenstand: Appellationis; Haftung der Beklagten für eine Schuldforderung der Kläger in Höhe von 4000 Mark lübisch gegen die Erben des Hamburger Münzmeisters Hermann Lüders, die als Vorbesitzer der Kupfermühle dieses Eigentum den Klägern verpfändet hatten, diese Belastung auch in das "Waldbuch" des Waldherrn eintragen ließen, dann aber ohne Wissen der Kläger die Kupfermühle weiterverkauften“; für die Laufzeit 1687, 1703 bis 1712 und 1721 bis 1728; Archivaliensignatur 211-2_J 30 (alt: J 1692)[1]